# Aplastodiscus albosignatus
Aplastodiscus albosignatus är en groddjursart som först beskrevs av Lutz 1938.  Aplastodiscus albosignatus ingår i släktet Aplastodiscus och familjen lövgrodor. IUCN kategoriserar arten globalt som livskraftig. Inga underarter finns listade i Catalogue of Life.

## Bildgalleri

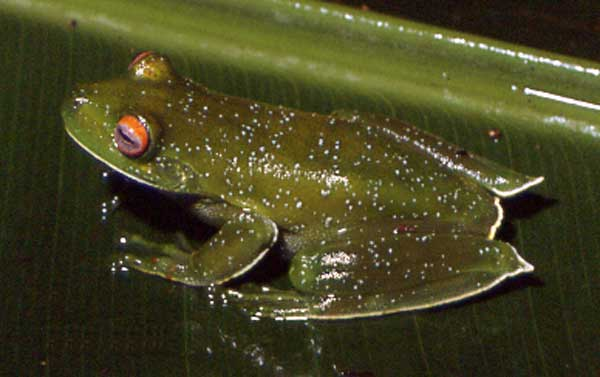